# رولپلاک

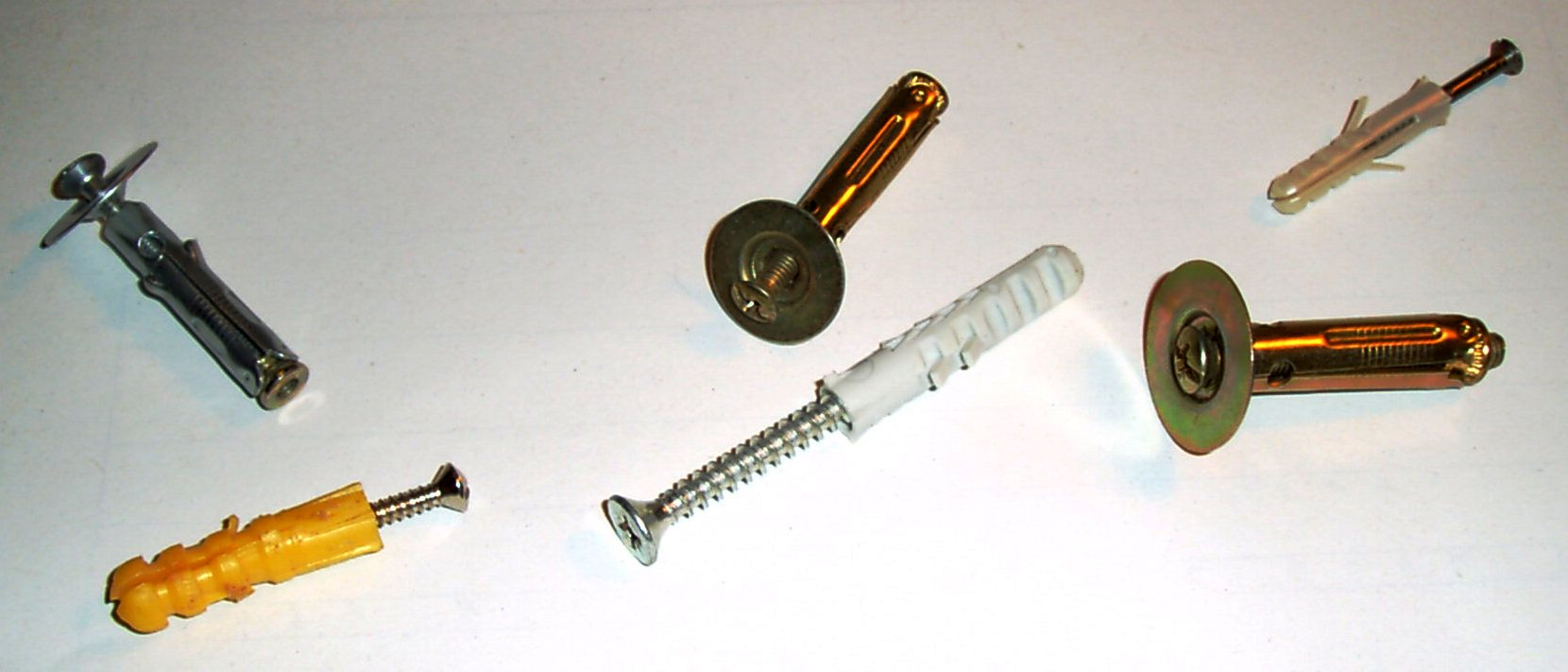
رولپلاک‌ها

رولپلاک (به انگلیسی: Rawlplug) قطعه‌ای از جنس فیبر یا پلاستیک و فلز است و نوعی بند محسوب می‌شود که برای ممکن‌ساختن اتصال پیچ به موادی که متخلخل یا شکننده هستند یا بدون رولپلاک وزن شیء را تحمل نمی‌کنند استفاده می‌شود. رولپلاک نوعی بَست است که برای مثال به پیچ‌ها اجازه می‌دهد در دیوارهای بنایی‌شده نصب شوند.
در خرید رولپلاک باید به مدل، جنس، اندازه، کیفیت و قیمت توجه داشت.

## تاریخچه
اولین رولپلاک توسط جان جوزف رولینگز در سال ۱۹۱۱ اختراع شد و تحت نام رول‌پلاگ (به انگلیسی: Rawlplug) به فروش رسید. گفته می‌شود مشکلی که در تعمیر موزه بریتانیا وجود داشت منجر به پایه‌گذاری شرکت رال‌پلاگ شد. لازم بود لوازم الکتریکی بدون ایجاد آسیب به دیوار متصل شوند. این کار با استفاده از روش‌های قدیمی که در آن دیوار را سوراخ می‌کردند و چوبی در آن می‌گذاشتند و سپس پیچ را داخل چوب می‌بستند کار ساده‌ای نبود، جان رالینگز که یکی از پیمانکاران ساختمان بود مشکل را با اختراع رولپلاک که پیچ داخل آن می‌پیچید حل کرد. اختراع او بر پایهٔ انبساط استوار بود، به این صورت که هر پیچی یک پلاگ متناسب با خودش داشت که پس از پیچیده‌شدن پیچ در آن به بیشینهٔ اندازهٔ خود می‌رسید.

## واژه‌نامه
1. ↑  Dowel
2. ↑  Masonry
3. ↑  John Joseph Rawlings